# بخش سیمدگا
بخش سیمدگا (به انگلیسی: Simdega district) یک منطقهٔ مسکونی در هند است که در South Chotanagpur division واقع شده‌است. بخش سیمدگا ۳٬۷۷۴ کیلومتر مربع مساحت و ۵۹۹٬۵۷۸ نفر جمعیت دارد.